# Marc Vouillot
Marc Vouillot, né le 5 juillet 1952 à Abidjan en Côte d'Ivoire et mort le 7 janvier 2022 à Bordeaux, est un entraîneur et un professeur de culture physique français spécialiste de l'athlétisme lourd, enseignant aux CREPS des académies de Bordeaux et de Montpellier dans la formation aux diplômes d'État.

## Biographie
Marc Vouillot arrive à Cotonou au Dahomey en 1959 où il commence le sport par le judo. En 1963, à l'âge de 11 ans, sa famille déménage à Argenteuil. Il sera initié à l'haltérophilie par le champion français Henri Ferrari. Marc Vouillot fut champion de France de force athlétique (1981, 1982,1996), champion de culturisme et entraîneur national de force athlétique. Il a préparé plusieurs champions du monde, dont Jean-Pierre Brulois et Sarah Robertson .
Nicole Vouillot, son épouse a été parmi les trois premiers français à participer aux Championnats du Monde de Powerlifting en 1982 à Birmingham (Angleterre) dans la catégorie -56 kg.

## Engagements
Dès les années 1980, Marc Vouillot se fit connaître comme un partisan véhément de la lutte contre le dopage dans les sports de force alors qu'il dirigeait la légendaire "Entente Sportive de Viry-Châtillon" (ESV) dont il fit en France l'écurie pionnière des premiers champions internationaux de force athlétique.

## Cinéma
Marc Vouillot a fait l'objet d'un film-reportage "La Force" réalisé en 1996 par le cinéaste argentin Alberto Yaccelini pour Arte. Le film est produit et distribué par Io Production en coproduction avec Images plus.
Marc Vouillot qui est l'entraineur du cinéaste Magà Ettori, apparait dans le film "Finisher" présenté en avant-premières à Lyon dans le cadre de la Veggie World , et à Paris à l'occasion du salon du running .   